# Enlilnadinxumi
Enlilnadinxumi o Enlil-nādin-šumi va ser un rei cassita de Babilònia i del País de la Mar. Sembla que va ser successor de Kaixtiliaix IV, segons la Llista dels reis de Babilònia.
Segons aquesta llista, el successor immediat de Kaixtiliaix IV va ser Enlilnadinxumi, que va governar un any i mig, després Kadaixmankharbe II, que també va governar un any i mig, i encara després Adadxumaiddina, que va governar sis anys. Això contradiu el que se sap de la conquesta de Babilònia per part del rei Tukultininurta I d'Assíria, que va nomenar virreis per governar la ciutat, a la que va tenir sotmesa durant set anys. S'ha suposat que no eren virreis nomenats per Assíria, ja que no haurien constat a les llistes dels reis de Babilònia. I se sap a més que els reis Adadxumausur i Melixiku, que van succeir correlativament Adadxumaiddina, van ratificar unes donacions de terres que aquell rei havia fet, cosa que no hauria pogut si només hagués estat virrei.
Fos o no fos virrei, Babilònia en temps d'Enlilnadinxumi era un país dèbil amb gran incertesa política. Elam es va aprofitar d'aquesta situació, va travessar el Tigris i va ocupar Isin i Nippur, i es va emportar nombrosos presoners. Les regions de més al sud (Tilmun o Dilmun, potser a Qatar o Bahrein) i la costa d'Al-Hasa les van saquejar els assiris i les zones del nord (Khana amb Mari i Terqa i Arrapkha) van quedar sota domini assiri. Arrapkha havia passat un temps abans (cap a la meitat del segle xiii aC) a dependre de Babilònia però els assiris la consideraven dins de la seva zona d'influència. El país dels akhlamu també el van dominar els assiris durant la seva dominació de Babilònia.
Cap a l'any 1225 aC, Enlilnadinxumi va caure del poder i va ascendir Kadaixmankharbe II, potser posat al tron pels elamites. El darrer rei elamita de la dinastia igihàlquida, Kidin-Hutran III, va dirigir finalment una expedició contra Enlilnadinxumi, i el va deposar, i al seu lloc va col·locar a Kadashmankharbe II.